# Nico Richter
Nico Richter   (Amsterdam, 2 de desembre de 1915 - Amsterdam, 16 d'agost de 1945) va ser un compositor neerlandès.

## Biografia
Nico Richter va néixer a Amsterdam com el segon dels tres fills del dentista Izaak Richter. Va rebre les primeres lliçons de violí a l'edat primària i als dotze anys el va impressionar la interpretació d'un compositor viu: "Jo també ho vull!".
El setembre de 1927 va començar l'escola secundària (HBS Hoogere Burger School) i el 1930 va començar les classes de violí amb Sam Tromp, a qui els seus pares van informar amb preocupació que Nico deixés de fer l'escola per tocar el violí. També es van crear les primeres composicions, a les quals més endavant es va referir a obres juvenils i no a totes.
Després de graduar-se de l'escola el 1932, es va matricular (per insistència del seu pare) com a estudiant de medicina a Amsterdam. Al mateix temps, va començar a estudiar el violí amb Sepha Jansen al conservatori local. La primera representació pública d'una composició va ser el 16 de març de 1935: el concert per a violí de 17 anys.
El juliol de 1935 va participar en una classe magistral amb Hermann Scherchen a Bèlgica, va actuar com a director d'orquestra i va rebre el "Prix Henry Le Boeuf" pel seu concert per a violoncel. El mateix Hermann Scherchen va dirigir l'estrena al "Palais des Beaux Arts de Brussel·les" i també va portar el concert amb ell a Winterthur. Allà, el conegut violoncel·lista Emanuel Feuermann va interpretar el rol en solitari. L'any següent també va tenir lloc una actuació a la seva ciutat natal. Nico Richter es va fer cada vegada més conegut, ja sigui com a director de l'orquestra d'estudiants MUSA, com a compositor al festival de música holandès "Maneto" fundat el 1937 (Manifestatie Nederlandsche Toonkunst) o com a revisor d'actuacions de Stravinski i Milhaud a Amsterdam. El 23 de juliol de 1937 es va emetre el seu Simfonia Divertimento a Ràdio Brussel·les.

## Persecució nazi
A principis de 1940, la seva germana gran va emigrar als Estats Units amb la seva família just a temps, mentre que Nico Richter i els seus pares van decidir quedar-se a Amsterdam. Però els Països Baixos van ser envaïts pels alemanys ja al maig i les represàlies, especialment contra la població jueva, van augmentar constantment.
El setembre del 1940, Nico Richter es va casar amb la violinista Hetta Scheffer, que no era jueva i amb qui estava compromès des de 1937. Els matrimonis mixtos estaven prohibits a principis de 1942. A finals d'octubre de 1941, Nico Richter va ser retirat de les seves oficines de l'orquestra d'estudiants, però va poder acabar els seus estudis de medicina al novembre.
La nit del 17 al 18 d'abril de 1942, Nico Richter va ser arrestat. Del 6 de novembre al 18 de gener de 1943 fou internat a Amersfoort, després al camp de Vught. Hi va haver una orquestra de presoners aquí durant uns mesos, en la qual va participar. El 15 de novembre de 1943 va arribar a Auschwitz per Westerbork. El transport de tres dies a Dachau va seguir el 16 d'octubre de 1944, on va ser portat a un campament satèl·lit a prop de Kaufering. Aquí es van construir enormes búnquers subterranis per al projecte d'armament de coloms de fusta, seguint el principi de "destrucció per treball".
Després de l'alliberament dels nord-americans el 27 d'abril de 1945, Nico Richter va arribar a Eindhoven el juliol de 1945. La seva dona Hetta va poder portar el seu marit malalt a Amsterdam amb una ambulància. En les poques setmanes que quedaven, va dictar dos moviments d'una serenata que havia compost en memòria al campament. Va morir el 16 d'agost de 1945, quatre mesos abans del seu trentè aniversari.